# بالينيا
بلدية بالينْيا (بالكاتالانية: Balenyà) هي إحدى بلديات مقاطعة برشلونة، والتي تقع في منطقة كاتالونيا، شرق إسبانيا.
يبلغ عدد سكانها 3.581 نسمة وفقاً لإحصائية سنة (2007).